# دیوید مک‌کاگ
دیوید مک‌کاگ (به انگلیسی: David McCagg) (زادهٔ) شناگر اهل ایالات متحده آمریکا است.